# Tom Kühnhackl
Tom Kühnhackl (ur. 21 stycznia 1992 w Landshut) – niemiecki hokeista, reprezentant Niemiec, olimpijczyk.
Jego ojciec Erich (ur. 1950) i brat Kevin (ur. 1977) także zostali hokeistami.

## Kariera klubowa
- EV Landshut U16 (2004-2007)
- EV Landshut U18 (2007-2010)
- Landshut Cannibals (2008-2010)
- Augsburger Panther (2010)
- Windsor Spitfires (2010-2011)
- Niagara IceDogs (2011-2012)
- Wilkes-Barre/Scranton Penguins (2012-2016)
- Wheeling Nailers (2012/2014)
- Pittsburgh Penguins (2015-2018)
- New York Islanders (2018-2020)
- Bridgeport Sound Tigers (2018-2020, 2021-)
- Skellefteå AIK (2021-)

Wychowanek klubu w rodzinnym mieście Landshut. Do 2009 występował w niemieckich rozgrywkach juniorskich Deutsche Nachwuchs Liga (DNL), od 2008 do 2010 w 2. Bundeslidze, a także zadebiutował w narodowych rozgrywkach DEL. W drafcie NHL z 2010 został wybrany przez amerykański klub Pittsburgh Penguins. W tym roku wyjechał do Ameryki Północnej. Od 2010 do 2012 przez dwa sezony grał w kanadyjskiej lidze juniorskiej OHL. W marcu 2011 podpisał trzyletni wstępujący kontrakt z Pittsburgh Penguins. Następnie od 2012 do 2016 przez cztery sezony grał w zespołach farmerskich z amerykańskich rozgrywek AHL i ECHL. W 2015 rozpoczął występy w barwach Pingwinów w lidze NHL. W marcu 2016 przedłużył kontrakt z klubem o dwa lata. W czerwcu 2018 nie otrzymał od klubu propozycji nowej oferty, w związku stał się wolnym zawodnikiem od 1 lipca 2018. Wkrótce potem został graczem New York Islanders. Rok później przedłużył tam umowę o rok. Na początku 2021 ponownie trafił do Bridgeport Sound Tigers. W sierpniu 2021 ogłoszono jego transfer do szwedzkiego klubu Skellefteå AIK.

## Kariera reprezentacyjna
Został reprezentantem Niemiec. Uczestniczył w turniejach mistrzostw świata do lat 17 w 2008, 2009, do lat 18 w 2009 (Elita), 2010 (Dywizja I), mistrzostw świata juniorów do lat 20 w 2011 (Elita). W barwach seniorskiej kadry Niemiec uczestniczył w turniejach kwalifikacji do Zimowych Igrzysk Olimpijskich 2018, mistrzostw świata edycji 2021, zimowych igrzysk olimpijskich 2022.

## Sukcesy
Reprezentacyjne
- Awans do MŚ do lat 18 Elity: 2010
- Awans do ZIO 2018: 2016

Klubowe
- Srebrny medal mistrzostw Niemiec: 2010 z Augsburger Panther
- Emms Trophy: 2012 z Niagara IceDogs
- Bobby Orr Trophy: 2012 z Niagara IceDogs
- Puchar Stanleya – mistrzostwo NHL: 2016, 2017 z Pittsburgh Penguins

Indywidualne
- Kwalifikacje do Zimowych Igrzysk Olimpijskich 2018 – Grupa E: zwycięski gol w meczu Niemcy-Łotwa 4 września 2016, zakończony wynikiem 3:2[11]